# 2006 QV89
El 2006 QV89 és un asteroide del grup Apol·lo d'entre 24 i 30 metres de diàmetre i una massa de 3,7·10+7 kg. Va ser descobert el 29 d'agost de 2006 pel Catalina Sky Survey. Durant el setembre de 2019 és previst que l'asteroide passi a prop de la Terra (a 0,04 AU, 6.000.000 km), amb unes probabilitats d'impacte de 1 entre 16.500.

## Amenaça d'impacte
2006 QV89 té una inclinació orbital baixa de 1,07° respecte al pla eclíptic i una distància mínima d'intersecció orbital de la Terra de només 10.200 km. Es coneix el lloc on serà la Terra però no el de l'asteroide. Com que no s'ha observat un curt arc d'observació des de 2006, la Taula de Risc de Sentry mostra unes probabilitats de 1 entre 20.000 que l'asteroide impacti a la Terra el 9 de setembre de 2019. La distància nominal JPL Horizons del 9 de setembre de 2019 a la Terra és de 0.06 ua (900.000.000 km) amb una incertesa de 3-sigma de ± 10 milions de km. NEODyS enumera la distància nominal del 9 de setembre de 2019 a la Terra en 0,05 ua (750.000.000 km).
Una simulació de Monte Carlo utilitzant Solex 12 amb 1000 clons de l'asteroide mostra que les posicions possibles dels asteroides se superposen a la Terra.
L'asteroide hauria d'oposar-se (trobar-se en oposició al Sol) cap al final de juliol del 2019 amb una magnitud aparent estimada de ~ 22.